# 100 Québécois qui ont fait le XXe siècle
100 Québécois qui ont fait le XXe siècle est une émission de télévision documentaire diffusée à partir du 18 septembre 2003 à Télé-Québec, animée par le comédien Vincent Bilodeau. Constituée de deux saisons, elle a été financée par le Fonds canadien de télévision.

## Synopsis
La série documentaire trace le portait des plus importantes personnalités québécoises du XXe siècle. Avec une volonté pédagogique manifeste, elle met plus particulièrement en lumière leur contribution exceptionnelle dans des milieux variés, notamment politique, social, économique, scientifique, artistique et culturel. Composé pour une bonne part de documents d'archives, l'histoire est commentée par des journalistes, des professeurs, des biographes et des historiens.

## Fiche technique
- Animation : Vincent Bilodeau
- Réalisation : Jean Roy
- Idée originale et scénario : Daniel Proulx
- Recherche : Geneviève Bougie, Louise-Marie Côté, Mélissa Panneton, Alain Rondeau et Annick Rouleau
- Montage : Jean Roy et Anne Marie Vaillancourt
- Musique : Jérôme Langlois
- Production : France Choquette, Daniel Proulx et Jean Roy
- Distribution : Office national du film du Canada
- Sociétés de production : Eurêka! Productions

## Épisodes
Chaque épisode se consacre à quatre personnalités, qui sont regroupées par thèmes.

### Saison 1 (2003)
- Les bâtisseurs
- Les défricheuses de liberté
- Les enfants terribles
- Les géants
- Les réformateurs
- Les voix vives
- Les apôtres de la nation
- Les hommes de couleurs
- Les héros mythiques
- Les idéalistes
- Les raconteurs
- Les découvreurs
- Les méconnus

### Saison 2 (2005)
La seconde saison de la série est diffusée en 2005.
- Les sorciers de l’émotion
- Les ténors de la politique
- Les magiciens des mots
- Les précurseurs
- Les virtuoses de la scène
- Les intellectuels de combat
- Les innovateurs
- Les tisserands de l’État
- Les inspirateurs
- Les chercheurs d’identité
- Les semeurs d’idées
- Les pionniers de l’image